# Zwinkuil

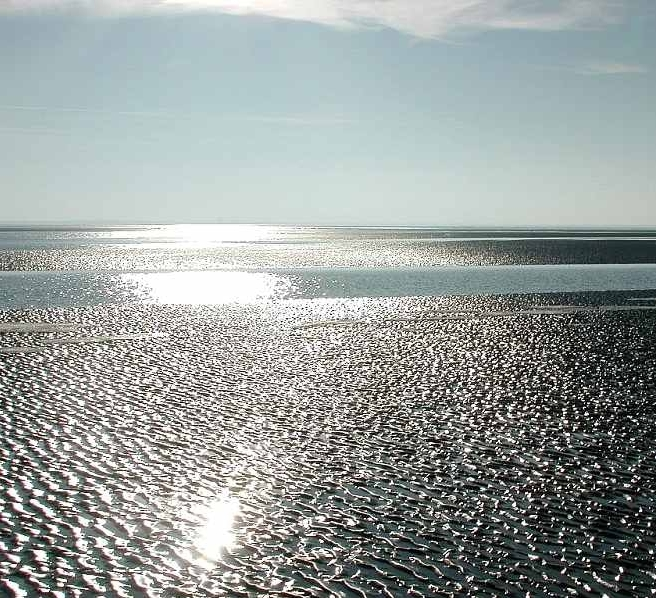

Een zwinkuil is een diep gedeelte in een zwin, de ruimte tussen zandbanken in de zee, die kan ontstaan door stromingen en een bepaalde windrichting. De grootte en diepte van een zwinkuil kan sterk verschillen.
Zwinkuilen kunnen een gevaar vormen voor strandgasten daar men ze met laag water wel ziet, maar bij hoog water niet. Mensen die dan door het water lopen kunnen plotseling worden verrast doordat ze geen bodem meer voelen.

## Muien
Waar de zwinkuilen evenwijdig aan het strand lopen, lopen er ook nog muien loodrecht op het strand, en dus ook loodrecht op de zwinnen. Dit zijn diepere gedeelten waar het water, dat bij opkomende vloed over de zandbanken stroomt, weer terugstroomt. Met name deze muistroom kan zeer gevaarlijk zijn.